# 1985 au Canada
Pour un article plus général, voir Chronologie du Canada.
Cet article traite des événements qui se sont produits durant l'année 1985 au Canada.

## Événements

### Février
- 11 février : Le gouvernement fédéral et le gouvernement de Terre-Neuve signe l'Accord Atlantique sur l'exploitation et le développement des réserves d'hydrocarbures et de gaz extracôtiers.

### Mai
- 13 mai : Sortie de la chanson Les Yeux de la faim, un projet musical de la Fondation Québec-Afrique afin d'ammaser des fonds pour la famine en Éthiopie.
- 30 mai : Finale de la coupe Stanley au Northlands Coliseum à Edmonton: Les Oilers d'Edmonton remporte le trophée contre les Flyers de Philadelphie.
- 31 mai : Une éruption de tornades balaie l'Ontario et les États-Unis. Il s'agit de l'une des éruptions de tornades les plus importantes au pays.

### Juin
- 10 au 16 juin : Championnat du monde de badminton à Calgary en Alberta

- 23 juin : Le vol 182 d'Air India, partant de Toronto pour Bombay en Inde, s'écrasse dans l'océan Atlantique à la suite de l'explosion d'une bombe du groupe terroriste sikh Babbar Khalsa.

### Septembre
- Dépôt du rapport de la Commission royale d'enquête sur l'union économique et les perspectives de développement du Canada (aussi nommé la Commission McDonald)[1] sur le futur accord de libre-échange canado-américain.

### Décembre
- 26 décembre (jusqu'au 4 janvier 1986) : Championnat du monde junior de hockey sur glace 1986 à Hamilton.

### Inconnu
- Le gouvernement Mulroney établit le Programme de contestation judiciaire.

## À Surveiller
- Création du syndicat des Travailleurs canadiens de l'automobile représentant les anciens membres canadiens de la United Auto Workers.
- 74e conférence de l'Union interparlementaire à Ottawa
- Première édition des jeux mondiaux des maîtres à Toronto
- Championnats du monde I.BMX.F. à Whistler

## Naissances
- 4 janvier : Robbie Dixon, skieur.
- 28 février : Fefe Dobson, chanteuse.
- 10 avril : Dion Phaneuf, joueur de hockey sur glace.
- 8 juillet: Mathieu Coté, Adjoint - Administration de projets réseau
- 23 juillet : Tessa Bonhomme, joueuse de hockey sur glace.
- 21 août : Mathieu Melanson, joueur de hockey sur glace.
- 8 septembre : Justin Bradley (en), acteur.
- 11 septembre : Zack Stortini, joueur de hockey sur glace.
- 27 septembre : Massimo Bertocchi, athlète.

## Décès
- 30 janvier : Francis Reginald Scott, poète.
- 5 février : Georges-Émile Lapalme, politicien québécois.
- 17 mars : Athole Shearer (en), actrice.
- 17 avril : Walter Weir, premier ministre du Manitoba.
- 3 juillet : Frank J. Selke, dirigeant au hockey sur glace.
- 20 août : Donald Hebb, psychologue.
- 6 septembre : Isabel Meighen (en), femme de Arthur Meighen.
- 24 octobre : Maurice Roy, cardinal.